# Complejidad (álbum)
Complejidad es el tercer álbum del grupo Efecto Mariposa, publicado en España el 24 de mayo de 2005. Se trata del primer trabajo que lanzan bajo el sello de Tool Music, tras abandonar Universal Music con Metamorfosis, su anterior trabajo. Aunque el primer sencillo elegido para promocionar el álbum fue «Otra historia», el verdadero éxito llegó con «No me crees», el tema cantado a dúo con el líder de Danza invisible, Javier Ojeda. Logró la máxima posición en la lista de Los 40 Principales y sonó con fuerza en otras emisoras de radio. Sus predecesores «Entre flores» y «Complejidad», sin embargo, pasaron totalmente desapercibidos. Complejidad está producido por Miguel Paredes y la propia banda y cuenta con la colaboración de Vicente Sabater en el apartado de mezclas. A pesar de la popularidad que alcanzó el dueto con Javier Ojeda, Complejidad no logró colarse entre los cien discos más vendidos en España durante las primeras semanas posteriores a su lanzamiento. Efecto Mariposa juega en este tercer trabajo con sonidos roqueros, al potenciar las guitarras a lo largo de todas las canciones. Los malagueños se embarcaron en una gira veraniega de más de cuarenta conciertos que les llevó por toda la geografía española para presentar en directo las canciones del álbum. El 6 de febrero de 2006, casi un año después del lanzamiento de Complejidad, se publica una edición especial donde se incluye un DVD que recoge un concierto acústico del grupo, así como nuevos contenidos extras.

## Lista de canciones
| N.º | Título                                 | Duración |  |
| 1.  | «Soy así»                              | 3:45     |  |
| 2.  | «No me crees»                          | 4:18     |  |
| 3.  | «Es por ti»                            | 3:48     |  |
| 4.  | «Otra historia»                        | 3:58     |  |
| 5.  | «Complejidad»                          | 3:33     |  |
| 6.  | «Más»                                  | 3:56     |  |
| 7.  | «Entre flores»                         | 4:09     |  |
| 8.  | «Hoy no entiendo de nada»              | 4:00     |  |
| 9.  | «Me falta el aire»                     | 3:55     |  |
| 10. | «Mi soledad»                           | 4:17     |  |
| 11. | «Doble o nada»                         | 3:12     |  |
| 12. | «Temo»                                 | 5:02     |  |
| 13. | «No me crees (Dueto con Javier Ojeda)» | 4:18     |  |

## Posiciones y certificaciones

### Semanales
| País   | Ranking         | Primera semana | Posición de ingreso | Mejor posición | Semanas en la mejor posición | Semanas en el ranking | Última semana |
| ------ | --------------- | -------------- | ------------------- | -------------- | ---------------------------- | --------------------- | ------------- |
| Europa |                 |                |                     |                |                              |                       |               |
| España | Top 100 álbumes | -              | -                   | -              | -                            | -                     | -             |

### Copias y certificaciones
| País   | Proveedor  | Año | Certificación | Copias certificadas (según IFPI) |
| Europa |            |     |               |                                  |
| España | Promusicae | -   | -             | -                                |